# Zeche Neuwülfingsburg
Die Zeche Neuwülfingsburg ist ein ehemaliges Steinkohlenbergwerk in Albringhausen. Das Bergwerk war auch unter dem Namen Zeche Albringhausen bekannt. Es ist aus der Zeche Neu-Wülfingsburg entstanden, die bereits im 19. Jahrhundert in Albringhausen betrieben worden war. Das Bergwerk war die letzte Zeche auf dem Gebiet der Stadt Wetter.

## Geschichte

### Die Anfänge
Im Jahr 1839 wurde auf der Zeche Neu-Wülfingsburg eine Dampfmaschine installiert und in Betrieb genommen. Diese Maschine wurde für die Schachtförderung eingesetzt. Am 22. September des Jahres 1846 wurde ein Längenfeld mit einer Länge von 1100 Metern verliehen. Ab dem Jahr 1855 wurde das Bergwerk nicht mehr in den Unterlagen genannt.

### Der weitere Betrieb
Im Jahr 1934 entstand das Bergwerk jetzt unter dem Namen Zeche Neuwülfingsburg im Grubenfeld der Zeche Neu-Wülfingsburg. Noch im selben Jahr wurde das Bergwerk im Bereich der Straße Altenhains Berg in Betrieb genommen. Es wurde mit den Teufarbeiten für einen tonnlägigen Schacht begonnen. Der Schacht wurde bis auf eine Teufe von 83 Metern geteuft. Im Jahr 1935 wurde der tonnlägige Schacht in Betrieb genommen. Im August desselben Jahres wurde mit der Förderung im tonnlägigen Schacht begonnen. Die anfallenden Grubenwässer wurden über den Dreckbänker Erbstollen abgeleitet. Im Jahr 1937 wurde der tonnlägige Schacht weiter ausgebaut. Im Jahr 1940 kaufte die AGFU für die Versorgung ihres Kraftwerkes Gevelsberg dieses Bergwerk. Als Nächstes wurde im Jahr 1944 das alte Grubenfeld der stillgelegten Zeche Trappe gekauft. Im Nordteil des Grubenfeldes waren noch einige Flözteile abbauwürdig. Im Jahr 1946 wurde im tonnlägigen Schacht bis zu einer Teufe von +156 m NN gefördert. In dieser Teufe befand sich das Ort 1, die Fördersohle befand sich in einer Teufe von +121m NN, entsprechend Ort 5. Der tiefste Abbaubetrieb befand sich auf der Trapper Stollensohle in einer Teufe von +98m NN. Im Jahr 1948 hatte das Baufeld die Abmessung von 4260 Meter steichend und 400 Meter querschlägig. Im Jahr 1951 wurde ein seigerer Schacht geteuft. Der Schacht wurde in unmittelbarer Nähe des Bahnhofs Albringhausen angesetzt. Der Schacht erreichte eine Teufe von 60 Metern. Im Jahr 1952 wurde der seigere Schacht in Betrieb genommen. Am 28. Februar des Jahres 1967 wurde die Zeche Neuwülfingsburg stillgelegt. Mit Stilllegung dieses Bergwerks verlor der Dreckbänker Erbstollen an Bedeutung. Der seigere Schacht wurde verfüllt und mit einer Betonplatte abgedeckt.

## Förderung und Belegschaft
Die ersten Förder- und Belegschaftszahlen stammen aus dem Jahr 1940, in diesem Jahr wurden rund 11.000 Tonnen Steinkohle gefördert. Die Belegschaftsstärke lag in diesem Jahr bei 38 Beschäftigten. Gefördert wurden auf dem Bergwerk ausschließlich Magerkohlen. Im Jahr 1945 wurde mit 100 Beschäftigten eine Förderung von 14.874 Tonnen Steinkohlen erzielt. Nach dem Zweiten Weltkrieg stieg die Förderung auf dem Bergwerk deutlich an. Bereits im Jahr 1950 stieg die Förderung auf 51.580 Tonnen Steinkohle. Die Belegschaftsstärke lag in diesem Jahr bei 220 Beschäftigten. Im Jahr 1955 wurden mit 225 Beschäftigten 71.855 Tonnen Steinkohle gefördert. Im Jahr darauf stieg die Förderung leicht an auf 73.025 Tonnen Steinkohle, die Belegschaftsstärke betrug in diesem Jahr 232 Beschäftigte. Im Jahr 1960 wurden mit 216 Beschäftigten eine Förderung von 70.900 Tonnen Steinkohle erbracht. Die maximale Förderung des Bergwerks wurde im Jahr 1964 erbracht. Mit 213 Beschäftigten wurden 77.361 Tonnen Steinkohle gefördert. Im Jahr 1966 wurden 46.000 Tonnen Steinkohle gefördert. Diese Förderung wurde mit 136 Bergleuten erbracht. Dies sind die letzten Förder- und Belegschaftszahlen des Bergwerks.

## Heutiger Zustand
Von der Zeche Neuwülfingsburg ist das Kauengebäude erhalten geblieben. Dieses Gebäude, in dem auch die Lampenstube untergebracht war, ist das einzige Gebäude das von dem ehemaligen Bergwerk noch erhalten ist. Die ehemalige Zeche Neuwülfingsburg ist heute eine Station des Bergbau-Rundwegs 3 (Albringhausen) des AK Wetter. Auf dem Gelände des seigeren Schachtes befand sich bis zum Jahre 2012 der Betrieb der Natursteinfirma Külpmann. Die Firma nutzte die ehemalige Waschkaue als Bürogebäude. Mittlerweile wird diese von einem Bochumer Natursteinhandel genutzt. Auf dem Gebäude befindet sich heute noch der Schriftzug "Zeche Neuwülfingsburg".